# Agrokultura
Agrokultura är ett jordbruksbolag verksamt i Ryssland och Ukraina. Bolaget bildades 2006 och handlades mellan 2009 och 2014 på Nasdaq OMX First North. I maj 2013 bytte bolaget namn från Alpcot Agro till nuvarande Agrokultura.
Vid årsskiftet 2012/2013 kontrollerade bolaget över 250 000 hektar mark, huvudsakligen i västra Ukraina, Centrala svartjordsbältet i Ryssland samt Kaliningrad oblast, både genom direktägd mark och arrendeavtal. 2012 uppgick bolagets skörd till 409 500 ton på en yta av 126 000 hektar. De vanligaste grödorna är vete, raps och majs. Agrokultura har även en mindre djurhållningsverksamhet, främst för mjölkproduktion.
Under 2014 köpte Steenord upp en stor del av bolaget. Stennord är ett bolag från Brittiska jungfruöarna ägt av Nikolaj Fartushniak, en ukrainafödd rysk entreprenör som också äger det stora ryska livsmedelsbolaget Prodimex.
Senare under året köptes nästan hela resten av bolaget upp och det avnoterades.